# Cymbidium baoshanense
Cymbidium baoshanense là một loài thực vật có hoa trong họ Lan. Loài này được F.Y.Liu & Perner mô tả khoa học đầu tiên năm 2001.